# گیلبرت (نام خانوادگی)
گیلبرت (Gilbert) یک نام خانوادگی با ریشهٔ آلمانی است که ممکن است به یکی از موارد زیر اشاره داشته باشد:
- بری گیلبرت
- بیلی گیلبرت
- برد گیلبرت
- کاس گیلبرت
- دیویس گیلبرت
- اد گیلبرت
- الینا گیلبرت
- الیزابت گیلبرت
- گرو کارل گیلبرت
- هرشل برک گیلبرت
- جان گیلبرت (ابهام‌زدایی)
- کریا گیلبرت
- لوئیس گیلبرت
- ملیسا گیلبرت
- پال گیلبرت
- فیلیپ گیلبرت
- سارا گیلبرت
- والتر گیلبرت
- دابلیو. اس. گیلبرت
- دیوید گیلبرت